# 宝塚市学童誘拐事件
宝塚市学童誘拐事件（たからづかしがくどうゆうかいじけん）は、兵庫県宝塚市で1980年（昭和55年）1月23日に発生した身代金目的の誘拐事件。

## 概要
被害者は豊中市の私立小学校に通う小学1年生の男児（当時7歳）で、宝塚市の歯科医師の長男。下校時、阪急中山駅（現在の中山観音駅）付近で誘拐される。1月23日16時40分、歯科医師宅に容疑者から身代金3千万円の要求の電話が入る。同日20時36分、県警記者クラブに属する一部の新聞社と連絡が取れないため、報道協定の仮協定成立。その後、本協定が結ばれる。1月24日9時すぎ、立地条件の良さ（周囲は人や車の動きが激しく、記者団の出入りは目立ちにくい上、直売所はいわば身内。宝塚署も被害者宅も近い）から、読売新聞本社および支局の前線待機本部を宝塚直売所に設置。1月25日、8回におよぶ電話での取引の末15時前、武庫川の堤防で兵庫県警の自動車警ら隊が容疑者を緊急逮捕。被害者は、両手、両足を縛られ、口と目にガムテープを貼られた状態で犯人の車のトランクに入れられており、47時間の監禁の末に保護。同日15時半、兵庫県警は報道協定解除を宣言。
なお職務質問により被疑者逮捕にこぎつけた自動車警ら隊の隊員2人は、警察庁長官賞詞を受け一階級特進となった。
しかし、報道協定解除前に容疑者逮捕の瞬間を読売本社のヘリコプターが現場上空から撮影したことで、協定違反に問われた読売新聞は兵庫県警察記者クラブから無期限（実質3ヶ月間）出入り禁止処分を受けた。

## 容疑者・犯行の動機
容疑者は喫茶店経営を夢見ており、サラリーマン生活をやめると喫茶店のバーテン、雇われマスターの経験を積み、大阪市内で自分の店を持つまでにこぎつけた。しかし、知人の頼みで300万円の手形を貸したが、知人が決済できないことから、知人と共謀して、韓国人から2000万円を騙し取った。それが暴力団に露見し、組員の目を逃れるために喫茶店を閉め、親子3人（容疑者とその妻・息子一人）、箕面市内で隠れるようにして暮らす。結局、喫茶店の利権、遺産、また実兄からも借金をして、韓国人に騙し取った2000万円を返済する。その後、定職にも就けずに生活費にも事欠き、子供の授業料も滞納するところまで追い詰められ、誘拐を計画。自宅にあった子供の学園の名簿からPTA会長である歯科医宅を見つけ、犯行に及ぶ。容疑者の息子は被害者と同級生だった。

## 映画
- 誘拐報道（1982年、東映、監督：伊藤俊也）